# Zračna luka Đakovica
Zračna luka Đakovica (alb.: Aeroporti i Gjakovës, srp.: Аеродром Ђаковица/Aerodrom Đakovica) je zračna luka koja se nalazi u blizini Đakovice u Republici Kosovo.  
Zračna luka trenutno ne radi ali se očekuje da će se u sljedećim godinama koristi za niskobuđetne komercijalne letove i teretni promet.
Zračnu luku su sagradile Kosovske snage (KFOR) nakon Kosovskog rata 1999. godine, a koristila se uglavnom za vojne i humanitarne letove. Dana 18. prosinca 2013. godine, Talijansko ratno zrakoplovstvo koje je upravljalo lukom, predalo ju je Vladi Kosova. Pod talijanskim upravljanjem kroz zračnu luku je prošlo 27.000 zrakoplova, 220.000 putnika i više od 40.000 tona tereta.
U budućnosti se planira zračnu luku predati u javno-privatno partnerstvo s ciljem pretvaranja u civilnu i komercijalnu zračnu luku.